# إنتاج بالدفعات

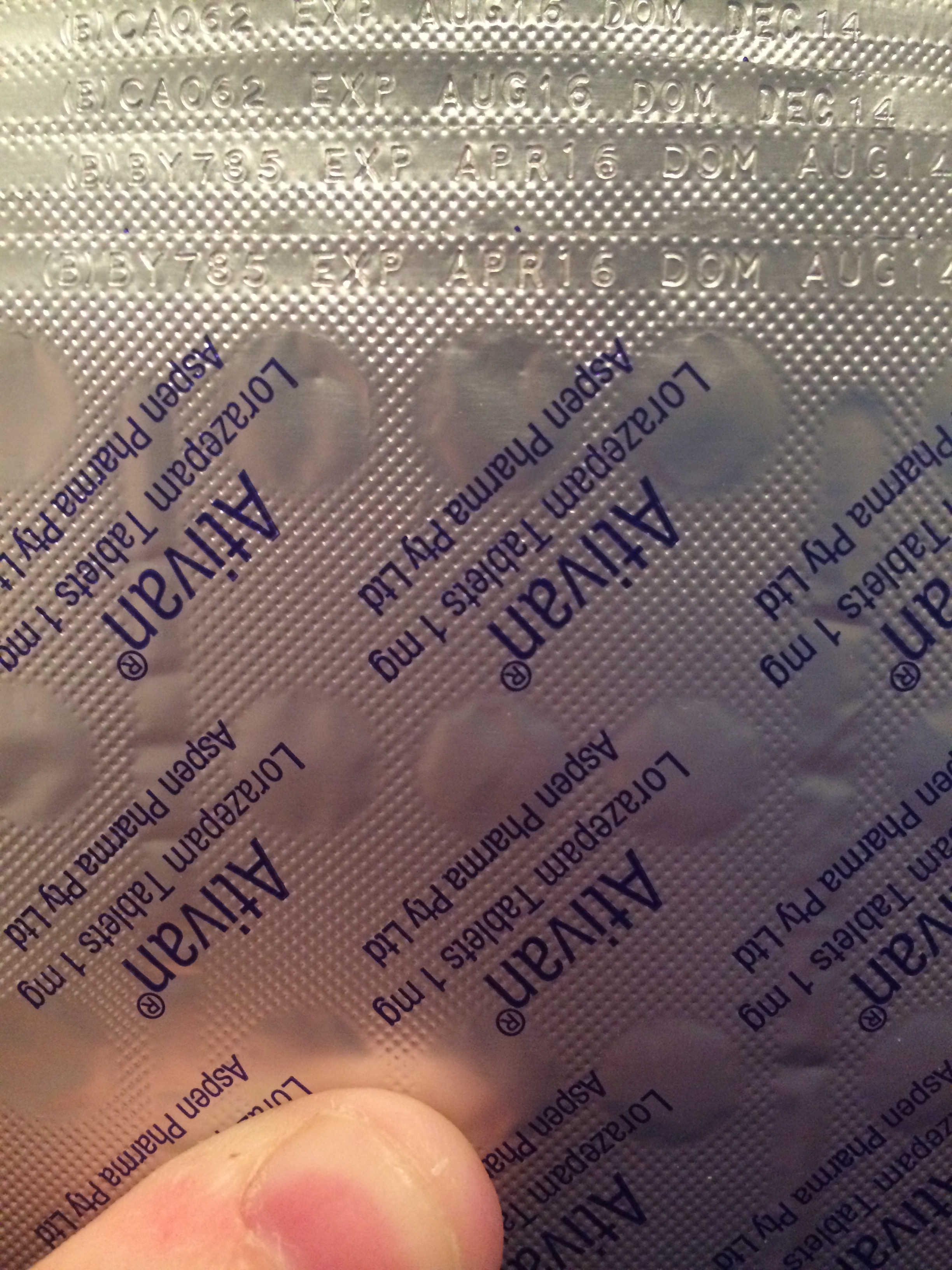
عبوات نفطة أتيفان

الإنتاج بالدفعات أو المعالجة بالدفعات أو إنتاج متقطع هو طريقة التصنيع حيث يتم تصنيع المنتجات كمجموعات منفصلة بكميات محددة في إطار زمني محدد. يمكن أن تمر الدفعة بسلسلة من الخطوات في عملية تصنيع كبيرة للوصول إلى المنتج النهائي المطلوب. يتم استخدام الإنتاج بالدفعات للعديد من أنواع التصنيع التي قد تحتاج إلى كميات أقل من الإنتاج في وقت واحد لضمان معايير جودة محددة أو تغييرات في العملية. هذا يعارض الإنتاج الضخم أو طرق الإنتاج المستمر حيث لا يحتاج المنتج أو العملية إلى الفحص أو التغيير بشكل متكرر أو دوري.
في عملية الإنتاج بالدفعات، تكون الآلات مرتبة ترتيبًا زمنيًا ذات صلة مباشرة بعملية التصنيع. يتم استخدام طريقة إنتاج الدُفعات أيضًا بحيث يمكن إجراء أي تغييرات أو تعديلات مؤقتة على المنتج إذا لزم الأمر أثناء عملية التصنيع. فمثلاً، إذا كان المنتج بحاجة إلى تغيير مفاجئ في المادة أو تغيير التفاصيل، فيمكن القيام بذلك بين الدفعات. على عكس إنتاج التجميع أو الإنتاج الضخم حيث لا يمكن إجراء هذه التغييرات بسهولة. يسمى الوقت بين الدفعات وقت الدورة. قد يتم أيضًا تعيين رقم لكل دفعة.